# مشاع 5 تل شيراز (جهاد أباد كرمان)
مشاع 5 تل شیراز (بالإنجليزية: Masha-ye 5 Tall-e Shiraz)‏ هي منطقة سكنية تقع في إيران في البلدة المركزية. يقدر عدد سكانها بـ 62 نسمة .